# Репьёвка (Оренбургская область)
Репьёвка — село в Тюльганском районе Оренбургской области, административный центр Репьёвского сельсовета. 

## География
Находится на расстоянии примерно 6 километров по прямой на юго-восток от районного центра поселка  Тюльган.

## История
Село основано в 1793 году. Первоначальное название Александровка, по имени помещика Александра Репьёва, который купил землю в этом месте у башкир. 
В 1795 году уже было 30 дворов. 
С 1835 по 1840 года была построена каменная церковь — в честь святого Алексея — человека Божия. Храм был возведён на средства подполковницы Екатерины Васильевны Скрябиной, которой это село досталось по наследству от отца — Александра Репьёва. С 1935 по 1990 годы церковь была закрыта, ныне действует.
С постройкой церкви Александровка была переименована в Репьёвку. 
В советское время работали колхозы им. Молотова и «Дружба».

## Население
Население составляло 562 человека в 2002 году (русские 85%), 441 по переписи 2010 года.